# Michael Clifford (ruimtevaarder)
Michael Richard Uram Clifford (Norton Air Force Base (Californië), 13 oktober 1952 – 28 december 2021) was een Amerikaans ruimtevaarder.  

## Biografie
Clifford zijn eerste ruimtevlucht was STS-53 met de spaceshuttle Discovery en vond plaats op 2 december 1992. Tijdens de missie werd een satelliet in een baan rond de aarde gebracht.Hij maakte deel uit van NASA Astronaut Group 13. Deze groep van 23 astronauten begon hun training in januari 1990 en werden in juli 1991 astronaut. In totaal heeft Clifford drie ruimtevluchten op zijn naam staan, waaronder een missie het Russische ruimtestation Mir. Tijdens zijn missies maakte hij één ruimtewandeling. In 1997 verliet hij NASA en ging hij als astronaut met pensioen. 
Clifford overleed op 69-jarige leeftijd aan de gevolgen van de ziekte van Parkinson.